# Pesodongan
Pesodongan is een bestuurslaag in het regentschap Wonosobo van de provincie Midden-Java, Indonesië. Pesodongan telt 2069 inwoners (volkstelling 2010).